# Novell Evolution
Novell Evolution (criado pela Ximian, que foi adquirida pela Novell em 2003) é um gerenciador de informações pessoais como uma ferramenta para o GNOME. Incluindo e-mail, calendário e endereços. A partir de 2003 está sendo patrocinada pela Novell. A interface e as funcionalidades são semelhantes ao Microsoft Outlook e ao Mozilla Thunderbird.